# Ендайя
Ендайя (лат. Aratinga jandaya) — птица семейства попугаевых.

## Внешний вид
Длина тела 30 см. По окраске самку от самца отличить очень трудно, почти невозможно. Но у самки на нижней части тела оранжевый оттенок немного бледнее. Это не является важным фактором, потому что оттенок может зависеть от общего состояния птицы и от её возраста.

## Распространение

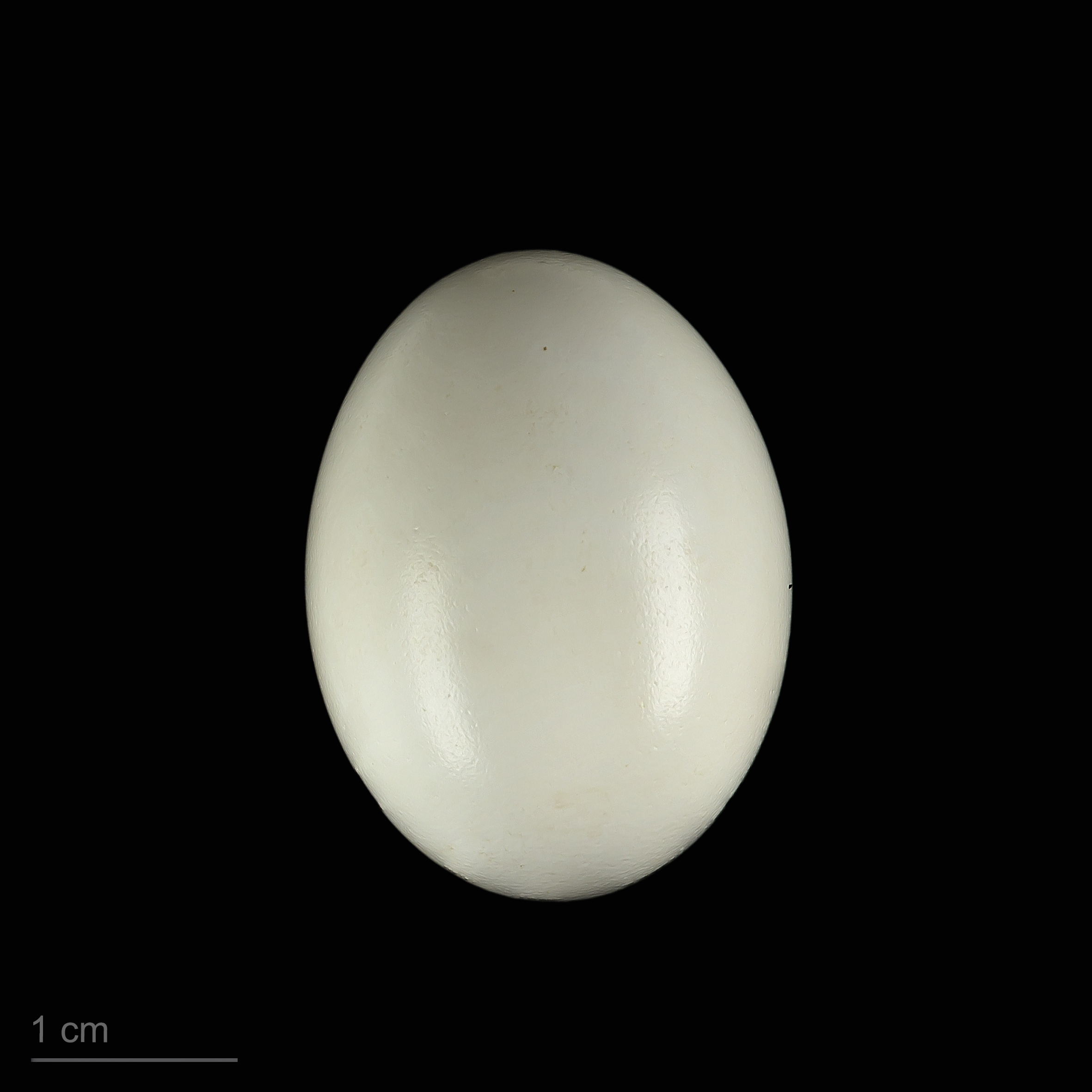
яйцо Aratinga jandaya - Тулузский музей

Обитает в Бразилии.

## Образ жизни
Питается ягодами, семенами и другой растительной пищей. Часто наносит вред кукурузным плантациям. За исключением гнездового периода, попугаи держатся небольшими группами.

## Размножение
Самка откладывает 3—5 яиц с интервалом в 3—4 дня. Продолжительность насиживания — 26—30 дней. Молодые птицы покидают гнездо в возрасте 8 недель. Внешне они похожи на родителей, но голова и верх груди у них жёлтые, низ груди и брюхо со слабым оранжевым оттенком. Клюв более светлый.